# Gaudi (album)
Pour les articles homonymes, voir Gaudi (homonymie).
Albums de The Alan Parsons Project
Stereotomy
(1985) The Best of the Alan Parsons Project, Vol. 2
(1987)
Gaudi est le dixième et dernier album officiel du groupe britannique de rock progressif The Alan Parsons Project sorti en 1987. C'est après le prochain album, Freudiana que Alan Parsons mettra officiellement fin au projet, à la suite de différends artistiques avec son partenaire Eric Woolfson. Bien que ce dernier album Freudiana soit produit par Parsons, qui y est très peu présent musicalement, mais publié sous le nom d'Eric Woolfson seul, beaucoup le considèrent comme un album d'Alan Parsons Project. 

## Titres
1. La Sagrada Familia – 8:46 - Chant : John Miles
2. Too Late – 4:31 - Chant : Lenny Zakatek
3. Closer to Heaven – 5:52 - Chant : Eric Woolfson
4. Standing on Higher Ground – 5:03 - Chant : Geoff Barradale
5. Money Talks – 4:26 - Chant : John Miles
6. Inside Looking Out – 6:22 - Chant : Eric Woolfson
7. Paseo de Gracia – 3:47 - Instrumental

## Personnel
- Alan Parsons : Producteur, ingénieur
- Eric Woolfson : Claviers, piano, producteur exécutif
- Andrew Powell : Arrangements orchestraux
- Ian Bairnson : Guitares
- Richard "Trix" Cottle : Synthétiseurs, saxophone
- Laurie Cottle : Basse
- John Heley : Violoncelle
- Stuart Elliott : Batterie, percussions
- David Cripp : Cuivres, leader
- The English Chorale : Chœurs
- Bob Howes : Direction de la chorale, timpanis
- Tony Richards : Ingénieur
- Eric Woolfson, Geoff Barradale, John Miles, Lenny Zakatek : Chant
- Chris Rainbow : Chœurs

## Sources
- (en) Cet article est partiellement ou en totalité issu de l’article de Wikipédia en anglais intitulé « Gaudi (album) » (voir la liste des auteurs).